# Теслюк Михайло Миколайович
Миха́йло Миколайович Теслю́к (Ернст; * 1899, Кам'янка-Бузька, Львівщина — 1985) — діяч КПЗУ. Підсудний у Святоюрському процесі, 1924 —28 член ЦК КПЗУ (з 1926 член Політбюра), делеґат III з'їзду КПЗУ; 1927 —28 разом з О. Васильковим, К. Максимовичем та Р. Туринським, був в опозиції до національної політики Москви в Україні. 1932 переїхав до УСРР, 1933 заарештований і засланий; 1956 реабілітований.

## Біографія
У гімназії прилучився до соціалістичного руху. У 1916—1919 — член «Інтернаціональної революційної соціал-демократії». У 1920—1921 організовував комуністичні осередки в Галичині. Член Компартії Східної Галичини (1921). Після утворення КПЗУ (1923) став секретарем її ЦК. Під час спровокованої Москвою кризи в КПЗУ, що призвела у 1928 до розколу партії, відстоював позиції більшості у ЦК і разом з іншими її лідерами був виключений з партії. Після «визнання помилок» відновився в КПЗУ як рядовий член (1930). У 1932 нелегально перейшов до УСРР, де став працювати викладачем. У 1933 був заарештований у «справі УВО» і засуджений до 10 років таборів. В ув'язненні перебував до 1954. Після звільнення — на викладацькій роботі. З 1979 — персональний пенсіонер. Автор мемуарів «У боротьбі за возз'єднання: Сторінки спогадів». Почесна грамота Президії Верховної Ради Української РСР (6.11.1964).
У 1986—1993 роках ім'я Теслюка носила сучасна вулиця Коломийська у Львові.
Помер у Львові, похований на 1 б полі Личаківського цвинтаря.

## Видані твори
- М. Теслюк. У боротьбі за воз'єднання (сторінки спогадів) — Львів : Каменяр, 1979 — 243 с., 2 л. іл. Накл. 4000 пр.

| українська персоналія | Це незавершена стаття про особу, що має стосунок до України. Ви можете допомогти проєкту, виправивши або дописавши її. |